# Doggy Bag
Doggy Bag är Lil Bow Wows andra album. Albumet är producerat av Jermaine Dupri. Albumet innehåller 3 singlar, Thank You, som till viss del är samplad från The Cars låt I'm Not The One, samt Take Ya Home som skulle vara en låt till filmen: Like Mike och låten Get Up.

## Låtlista
| Nr  | Titel                        | Gäster                 | Tid  |
| --- | ---------------------------- | ---------------------- | ---- |
| 1.  | "We Want Weezy (Intro"       |                        | 1:18 |
| 2.  | "Thank You"                  | Jagged Edge & Fundisha | 4:00 |
| 3.  | "Take Ya Home"               | The Cheetah Girls      | 3:59 |
| 4.  | "Get Up"                     | Fundisha               | 3:43 |
| 5.  | "Perfect Girl (Interlude)"   |                        | 0:50 |
| 6.  | "All I Know"                 | Lil' Corey             | 3:13 |
| 7.  | "The Wickedest"              |                        | 3:56 |
| 8.  | "Pick of the Litter"         | R.O.C & Tigah          | 3:34 |
| 9.  | "Crazy"                      | Da Brat                | 4:19 |
| 10. | "Crazy Girls (Interlude)"    |                        | 0:30 |
| 11. | "Up in Here"                 | Tigah                  | 3:47 |
| 12. | "Jiminy Cricket (Interlude)" |                        | 0:08 |
| 13. | "Off the Glass"              | Xscape                 | 5:24 |

## Listplaceringar
| Topplistan (2002)                     | position |
| ------------------------------------- | -------- |
| U.S. Billboard 200                    | 11       |
| U.S. Billboard Top R&B/Hip-Hop Albums | 2        |